# Glossocodon tenuirostris
Glossocodon tenuirostris är en nässeldjursart som beskrevs av Ernst Haeckel 1879. Glossocodon tenuirostris ingår i släktet Glossocodon och familjen Geryoniidae. Inga underarter finns listade i Catalogue of Life.